# MAN Lion's Regio
Le Lion's Regio est un modèle de car interurbain développé par le constructeur allemand MAN.
Au sein de la gamme Lion's, il était encadré en bas par le City, qui est un autobus, tandis que le Lion's Coach est la version tourisme.
À partir de 2015, le MAN Lion's Intercity a progressivement remplacé ce modèle.

## Aperçu

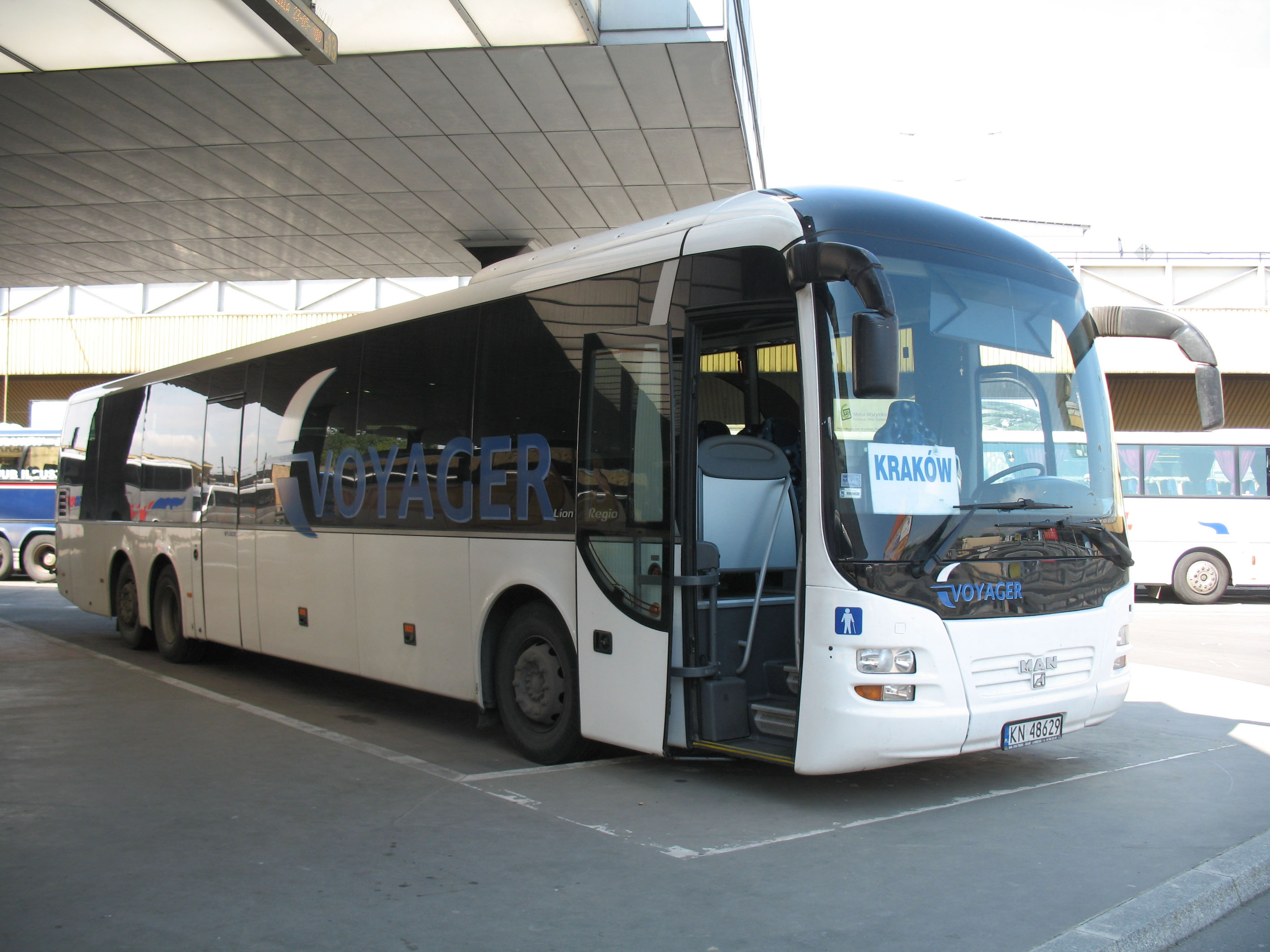
MAN Lion's Regio L.

Le MAN Lion’s Regio est disponible en 3 versions : 
- Lion's Regio - entrée de gamme, longueur 12,25 m.
- Lion's Regio C - intermédiaire, 13 m.
- Lion's Regio L - châssis long, 13,9 m et 3 essieux[1]

Le diamètre de braquage est de l'ordre de 21 à 23 m selon la carrosserie retenue, le PTAC compris entre 18 et 25 t. Capacité de 53 à 61 passagers assis, mais le volume du réservoir est identique sur les 3 modèles (300 l), ainsi que la monte pneumatique (295/80 R 22,5)

## Famille élargie
Emmené par des mécaniques performantes et doté d'un châssis efficace, le Regio, polyvalent, s'extrait sans peine de la ville. Constituant de fait une sérieuse alternative à son grand frère, pour les transporteurs n'effectuant que des sorties occasionnelles.
Il est le cousin du Neoplan Trendliner.

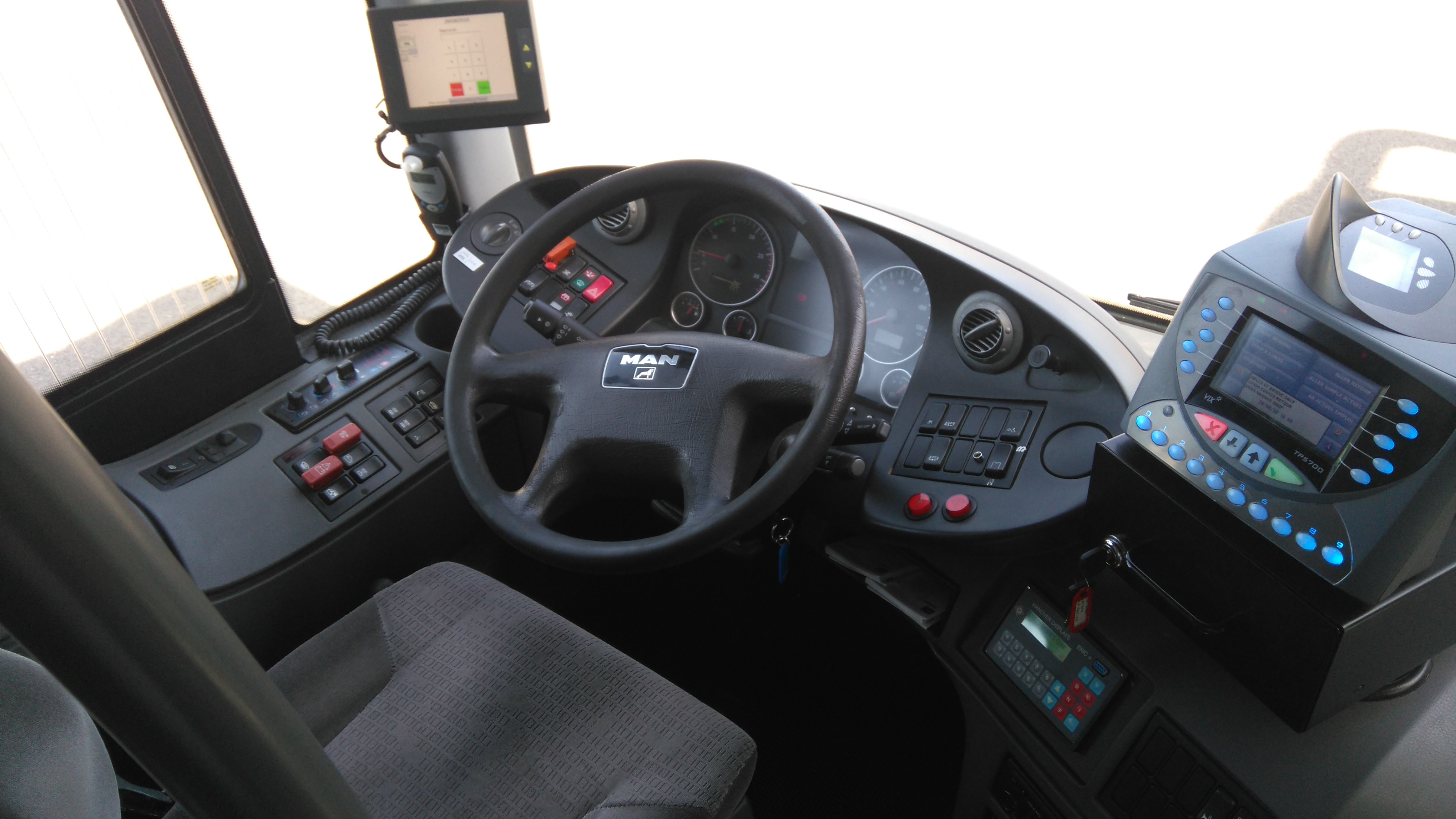
Vue du poste de conduite.
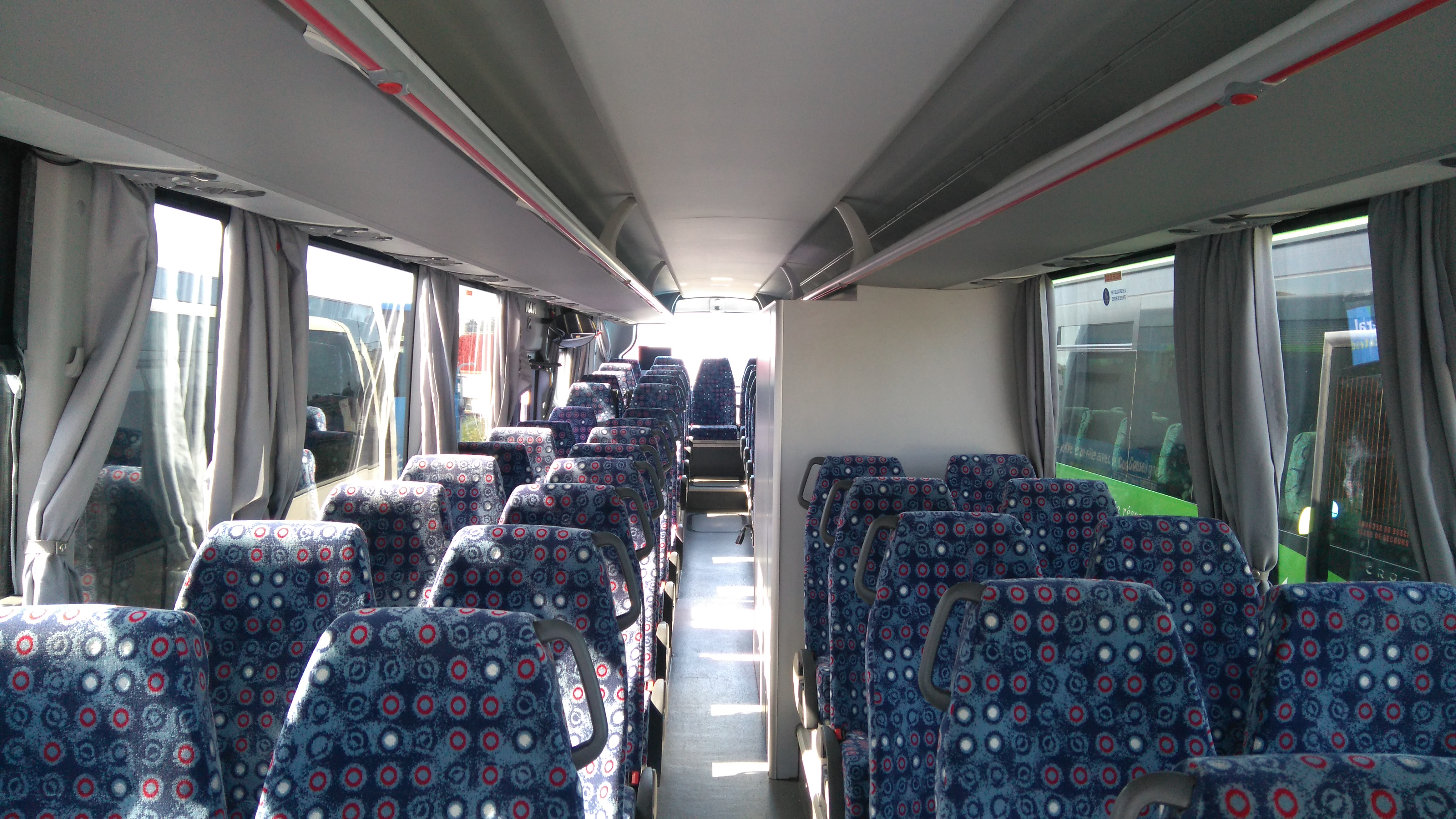
Vue de l'intérieur.